# タウン級駆逐艦
タウン級駆逐艦(Town-class destroyer)はイギリス海軍が運用していた駆逐艦の艦級。1940年9月2日に英米間で締結された駆逐艦・基地協定に基づき、バハマなどの軍事施設と引き換えにアメリカ海軍から譲渡された駆逐艦群である。いずれも煙突が4本あった為、「フォー・パイパーズ」(four-pipers)や「フォー・スタッカーズ」(four-stackers)の愛称で知られた。
多くは英海軍にて運用されたが、一部はカナダ海軍にも譲渡された。また英海軍からの退役後、ノルウェー海軍やオランダ海軍、ソビエト連邦海軍などで運用された艦もあった。元々、米海軍では3つの艦級（コールドウェル級駆逐艦、ウィックス級駆逐艦、クレムソン級駆逐艦）として扱われていたが、これらの3艦級は設計上の連続性が高かった為、英海軍ではタウン級駆逐艦という1つの艦級として扱った。英海軍本部はタウン級駆逐艦の命名基準を「アメリカ・英連邦の双方に存在する町(Town)の名前」と定めていた。一方、カナダ海軍では艦名に川の名前を選ぶ伝統があり、譲渡される駆逐艦の命名基準を「アメリカ＝カナダ国境の河川の名称」と定めた。例外としてノバスコシア州にあったアナポリス川の名前も、アメリカ海軍兵学校の通称との関連性からあえて用いられた。
タウン級駆逐艦のうち最も著名なのは、HMSキャンベルタウン（旧USSブキャナン）であろう。キャンベルタウンはブリティッシュ・コマンドスおよび英海軍による特殊作戦チャリオット作戦に火船として投入され、サン＝ナゼール港のノルマンディ・ドックとして知られる大型ドックに突入、乗組員脱出の後に自爆した。この作戦の成功により、ドイツ海軍の戦艦ティルピッツの大西洋進出が阻止された。チャリオット作戦を題材とした1952年の映画『封鎖作戦』の撮影には、タウン級の最後の1隻であるHMSレミントン（旧USSツイッグス）が使われた。

## 特徴
同時期に英海軍が運用していた同世代のV・W級駆逐艦と同様、タウン級もまた乗組員に好まれた船ではなかった。いずれの艦も老朽化が進んでいた事もあり、航行時には酷く揺れ、艦内の居住性は劣悪だった。揺れの主な原因でもあったあまりにも細身な艦幅は、「ニシンのはらわた」(herring-gutted)とも皮肉られた。通常、2つのスクリューを備える艦船は進路への影響を抑制するべく回転方向を逆にしているが、タウン級では2つともが同一方向に回転する為に1つのスクリューを備える艦船と同様に扱う必要があり、この点は操舵を担当する士官から非常に嫌われていた。旋回半径は英国の戦艦と同程度といわれるほど広く、信頼性の低い操舵装置も相まって精密な操艦が要求される対潜戦への投入は明らかに不適当であった。ガラス張りの艦橋も、夜間活動時に反射による発見を招くとして好まれなかった。しかし、1940年当時ドイツ海軍は新たに獲得したフランス大西洋側沿岸の軍港に無数のUボートを配置し英国船団への攻撃を激化させていた。その為、数々の欠点にもかかわらずタウン級は貴重な戦力の1つとして大西洋における船団護衛任務に投入される事になる。
米海軍時代の標準的な武装は50口径4インチ砲4門、23口径3インチ砲1門、魚雷発射管12本であった。ウィックス級駆逐艦の場合、4インチ砲の配置は1門が船首楼、1門が後甲板に配置され、さらに第2煙突と第3煙突の中間あたりの両舷に設置された砲座上に1門ずつが設置されていた。英海軍本部では航行時の安定性を確保するべく、受領後速やかに各艦から4インチ砲1門と6本の魚雷発射管を除去した。これに加え、特に対潜戦能力が要求された23隻はより多くの武装が除去された.。対潜戦重視型の各艦はさらに2門の4インチ砲と3本の魚雷発射管を除去し、代わりに爆雷投射機とヘッジホッグ対潜迫撃砲を搭載した。

## タウン級駆逐艦の一覧

### 旧コールドウェル級駆逐艦
- HMS リーズ(HMS Leeds) - 旧USS コナー（英語版）(USS Conner)。1940年10月23日より就役。1949年1月19日解体。
- HMS ルイス(HMS Lewes) - 旧USS クレイヴン（英語版）(USS Craven)。1940年10月23日より就役。旧コールドウェル級の中では最も長く現役に留まり、1946年5月25日にオーストラリア・シドニーにていくつかの再利用可能な部品が取り外された後自沈した。
- HMS ラドロー(HMS Ludlow) - 旧USS ストックトン（英語版）(USS Stockton)。1940年10月23日より就役。退役後は武装が除去され、空対艦ロケットの標的艦として使用される。

### 旧ウィックス級駆逐艦
- HMS キャッスルトン(HMS Castleton) - 旧USS アーロン・ワード（英語版）(USS Aaron Ward)。1940年9月9日より就役。1948年1月2日解体。
- HMS チャールズタウン(HMS Charlestown) - 旧USS アボット（英語版）(USS Abbot)。1940年9月23日より就役。1948年12月3日解体。
- HMS キャンベルタウン(Campbeltown) - 旧USS ブキャナン（英語版）(USS Buchanan)。1940年9月9日より就役。1942年3月29日、チャリオット作戦にて自爆。
- HMS ソールズベリー(HMS Salisbury) - 旧USS クラクストン（英語版）(USS Claxton)。1940年12月5日より就役。USSワスプの護衛など、いくつかの特別護衛任務の為に運用された。1945年4月、米国内で解体。
- HMS ブライトン(HMS Brighton) - 旧USS コーウェル（英語版）(USS Cowell)。1940年9月23日より就役。1944年7月16日、ソ連邦海軍に譲渡され、ザルキー(Zharki)と改名。1949年3月4日、英海軍に返還。1949年5月18日解体。
- HMS チェルシー(HMS Chelsea) - 旧USS クラウニンシールド（英語版）。1940年9月9日より就役。1944年7月16日、ソ連邦海軍に譲渡され、デルスキー(Derzkiy)と改名。1949年6月24日、英海軍に返還。1949年7月27日解体。
- HMS セント・メリーズ(HMS St. Marys) - 旧USS ドラン（英語版）(USS Doran)。1940年9月23日より就役。1945年12月解体。
- HMS マンスフィールド(HMS Mansfield) - 旧USS エヴァンズ（英語版）。1940年10月23日より就役。1944年10月24日、スクラップとして売却。
- HMS リッチモンド(HMS Richmond) - 旧USS フェアファックス（英語版）(USS Fairfax)。1940年11月26日より就役。1944年6月16日、ソ連邦海軍に譲渡され、ジュフチ(Zhivuchi)と改名。1949年6月26日、英海軍に返還。1949年6月29日解体。
- HMS ロックスボロー(HMS Roxborough) - 旧USS フート（英語版）。1940年9月23日より就役。HX-222「ロックスボロー」輸送船団の護衛任務中、悪天候の中で艦橋が破損し艦長および副長を含む11名が戦死するも、唯一生き残った先任士官自らが操舵し、ニューファンドランド島・セントジョンズまで逃れた。1944年8月10日、ソ連邦海軍に譲渡され、ジョストキー(Zhyostky)と改名される。1949年2月7日、英海軍に返還。1949年5月14日解体。
- HMS コールドウェル(HMS Caldwell) - 旧USS ヘイル（英語版）(USS Hale)。1940年9月9日より就役。1945年6月7日解体。
- HMS コロンビア(HMS Columbia) - 旧USS ハラデン（英語版）(USS Haraden)。1940年9月24日より就役。1945年8月7日解体。
- HMS バス(HMS Bath) - 旧USS ホープウェル（英語版）(USS Hopewell)。1940年9月23日より就役。1941年8月19日、リバプール＝ジブラルタル間を航行するOG-71輸送船団の護衛任務中に独潜水艦U-204（英語版）の雷撃を受けて沈没。
- HMS ハミルトン(HMS Hamilton) - 旧USS カーク（英語版）(USS Kalk)。1940年9月23日より就役。1941年6月頃にカナダ海軍に譲渡され、HMCS ハミルトンとなる。1945年に解体が決定してボストンに曳航されていた折、事故で失われた。
- HMCS アナポリス(HMCS Annapolis) - 旧USS マッケンジー（英語版）(USS MacKenzie)。カナダ海軍艦。1940年9月29日より就役。1945年6月22日、ボストンにて解体。
- HMS ジョージタウン(HMS Georgetown) - 旧USS マドックス（英語版）(USS Maddox)。1940年9月23日より就役。1944年8月、ソ連邦海軍に譲渡され、ドブレストニー(Doblestny)と改名される。1952年9月9日、英海軍に返還。1952年9月16日解体。
- HMS ランカスター(HMS Lancaster) - 旧USS フィリップ（英語版）(USS Philip)。1940年10月23日より就役。1947年5月30日解体。
- HMS ニューアーク(HMS Newark) - 旧USS リングゴールド（英語版）(USS Ringgold)。1940年12月5日より就役。1947年2月18日解体。
- HMS ニューマーケット(HMS Newmarket) - 旧USS ロビンソン（英語版）(USS Robinson)。1940年12月5日より就役。1945年9月21日解体。
- HMS ニューポート(HMS Newport) - 旧USS シガニー（英語版）(USS Sigourney)。1940年12月5日より就役。1947年2月18日解体。
- HMCS ナイアガラ(HMCS Niagara) - 旧USS サッチャー（英語版）。カナダ海軍艦。1940年9月26日より就役。1941年8月28日、独潜水艦U-570の鹵獲任務に参加した。1947年末までに解体された。
- HMS セント・オールバンズ(HMS St. Albans) - 旧USS トーマス（英語版）(USS Thomas)。1940年9月23日より就役。1941年8月3日、SCL-81輸送船団護衛任務の際には独潜水艦U-204（英語版）を撃沈した。また1942年初頭には掃海艇HMS シーガル（英語版）と共に行動中、ポーランド潜水艦ヤシュチュションプ（英語版）を誤って攻撃し、同艦の沈没を招いた。1944年7月16日、ソ連邦海軍に譲渡され、ドストイニー(Dostoyny)と改名。1949年2月28日、英海軍に返還。1949年5月18日解体。
- HMS ウェルズ(HMS Wells) - 旧USS ティルマン（英語版）(USS Tillman)。1940年12月5日より就役。1946年2月解体。
- HMS レミントン(HMS Leamington) - 旧USS ツイッグス(USS Twiggs)。1940年10月23日より就役。1941年9月11日、北大西洋におけるSC-42輸送船団の護衛任務中に独潜水艦U-207（英語版）を撃沈した。また1942年3月27日にもWS-17輸送船団の護衛任務中に独潜水艦U-587を撃沈した。1944年7月17日、ソ連邦海軍に譲渡され、ズグチ(Zhguchi)と改名。1950年11月15日、英海軍に返還。その後、映画『封鎖作戦』の撮影に使用された。当時、レミントンは自力航行が可能な最後のタウン級駆逐艦だった。撮影終了後の1951年7月26日に解体された。
- HMS モントゴメリー(HMS Montgomery) - USS ウィックス（英語版）(USS Wickes)。1940年10月25日より就役。1941年2月21日、襲撃を受けた輸送船団の生存者救助にあたり、翌日には襲撃を遂行した伊潜水艦マルチェロ（イタリア語版）を撃沈した。1945年4月10日解体。
- HMCS セント・クレア(HMCS St. Clair) - 旧USS ウィリアムス（英語版）(USS Williams)。カナダ海軍艦。1940年9月29日より就役。1946年3月5日解体。
- HMS リンカーン(HMS Lincoln) - 旧USS ヤーネル（英語版）(USS Yarnall)。1944年8月26日、ソ連邦海軍に譲渡され、ドルズニー(Druzhny)と改名。1952年8月24日、英海軍に返還。1952年9月3日解体。

### 旧クレムソン級駆逐艦
- HMS クレア(HMS Clare) - 旧USS エイベル・P・アップシャー(USS Abel P. Upshur)。1940年9月9日より就役。1947年2月18日解体。
- HMS バーナム(HMS Burnham) - 旧USS オーリック（英語版）(USS Aulick)。1940年10月8日より就役。1948年12月2日解体。
- HMS リーディング(HMS Reading) - 旧USS ベイリー（英語版）(USS Bailey)。1940年9月26日より就役。1945年7月24日解体。
- HMCS サン・フランシス(HMCS St. Francis) - バンクロフト (DD-256)(USS Bancroft)。カナダ海軍艦。1940年9月24日より就役。1945年7月14日、解体が決定するものの曳航中の事故により沈没。
- HMS ビバリー(HMS Beverley) - 旧USS ブランチ（英語版）(USS Branch)。1940年10月8日より就役。1942年2月4日、独潜水艦U-187（英語版）を撃沈。1943年4月11日、独潜水艦U-188（英語版）により撃沈された。
- HMS バクストン(HMS Buxton) - 旧USS エドワーズ（英語版）(USS Edwards)。1940年10月8日より就役。1946年3月21日解体。
- HMS チャーチル(HMS Churchill) - 旧USSハーンドン（英語版）(USS Herndon)。1940年9月9日より就役。1944年5月30日、ソ連邦海軍に譲渡され、ダヤテルニー(Deyatelny)と改名。1945年1月16日、白海での船団護衛任務中に独潜水艦U-956の雷撃を受けて撃沈される。タウン級のうち、ソ連邦海軍での運用中に撃沈されたのはダヤテルニーのみである。
- HMS ブロードウェイ(HMS Broadway) - 旧USS ハント（英語版）(USS Hunt)。1940年10月8日より就役。1941年5月9日、OB-318船団の護衛任務中に独潜水艦U-110と交戦する。その後、放棄されたU-110の曳航も行なった。1943年5月14日、北大西洋における護衛任務中にU-89（英語版）を撃沈。1948年3月解体。
- HMS バーウェル(HMS Burwell) - 旧USSローブ（英語版）(USS Laub)。1940年10月8日より就役。降伏した独潜水艦U-570の回収に参加。1947年3月解体。
- HMS ブロードウォーター(HMS Broadwater) - 旧USS メイソン（英語版）(USS Mason)。1940年10月2日より就役。1941年10月19日、SC-48船団の護衛任務中に独潜水艦U-101（英語版）により撃沈される。
- HMS スタンリー(HMS Stanley) - 旧USS マッカラ（英語版）(USS McCalla)。1940年10月23日より就役。1941年12月17日、HG-76船団の護衛任務中に独潜水艦U-131（英語版）を撃沈し、翌日にはさらにU-434（英語版）を撃沈した。1941年12月19日、U-574（英語版）によって撃沈される。
- HMCS セント・クロイ(HMCS St. Croix) - 旧USS マクック（英語版）(USS McCook)。1940年9月24日より就役。カナダ海軍艦。1942年7月27日、ON-113船団の護衛任務中に独潜水艦U-90（英語版）を撃沈。続くKMS-10船団の護衛任務中にはHMCSシェディアック（英語版）と共にU-87（英語版）を撃沈している。1943年9月20日、ON-202およびONS-18船団の護衛任務中にU-305（英語版）から2度の雷撃を受けて撃沈された。

- HMS ブラッドフォード(HMS Bradford) - 旧USS マクラナハン（英語版）(USS McLanahan)。1940年10月8日より就役。1946年8月解体。
- HMS ラムジー(HMS Ramsey) - 旧USS ミード（英語版）(USS Meade)。1940年11月26日より就役。1947年7月解体。
- HMS シャーウッド(HMS Sherwood) - 旧USS ロジャース（英語版）(USS Rodgers)。1940年10月23日より就役。1943年10月3日、武装を取り外して陸揚げされ、空軍のボーファイター爆撃機用対艦ロケットの訓練標的に転用される。
- HMS ベルモント(HMS Belmont) - 旧USS サタリー（英語版）(USS Satterlee)。1940年10月8日より就役。1942年1月31日、NA-2船団の護衛任務中に独潜水艦U-82（英語版）により撃沈される。
- HMS リプリー(HMS Ripley) - 旧USS シャブリック（英語版）(USS Shubrick)。1940年11月26日より就役。1945年3月10日解体。
- HMS ロッキンガム(HMS Rockingham) - 旧USS スウェジー（英語版）(USS Swasey)。1940年11月26日より就役。1944年9月27日、アバディーンに帰投する途中、友軍の誤誘導により英本土東部防衛用の機雷原に侵入し、触雷・沈没した。
- HMS チェスターフィールド(HMS Chesterfield) - 旧USS ウェルボーン・C・ウッド（英語版）(USS Welborn C. Wood)。1940年9月9日より就役。1948年12月3日解体。
- HMS キャメロン(HMS Cameron) - 旧USS ウェレス（英語版）(USS Welles)。1940年9月9日より就役。1940年12月5日のポーツマス軍港空襲の折に大破したため、実戦には投入されなかった。その後、米海軍により修復や転用が計画されていたものの1944年12月1日に解体が決定した。